# بي. سي. كاست
بي. سي. كاست (بالإنجليزية: P. C. Cast)‏ (30 أبريل 1960، واتسكا في الولايات المتحدة)؛ كاتِبة مُتخصِّصة في أدب الأطفال وروائية أمريكية.

## روابط خارجية
- بي. سي. كاست على موقع IMDb (الإنجليزية)
- بي. سي. كاست على موقع ميوزك برينز (الإنجليزية)